# La lettera non spedita
La lettera non spedita (in russo Неотправленное письмо?, Neotpravlennoe pis'mo) è un film sovietico del 1960 diretto da Michail Kalatozov, tratto dal racconto omonimo di Valerij Osipov. Narra la drammatica storia di quattro geologi sovietici in una spedizione nella taiga siberiana alla ricerca di un giacimento diamantifero per la tecnologia aerospaziale, completamente tagliati fuori dal mondo e contando su pochi mezzi, tra cui una radio da campo quale unico contatto. Nello svolgimento si delineano i profili psicologici dei personaggi, tra cui Konstantin, il capo della spedizione, molto legato a sua moglie ma alla quale non può inviare una lunghissima lettera. Nonostante l'esito positivo, le avversità naturali, tra i quali un vastissimo incendio e il gelo siberiano, falcidieranno la spedizione sulla via del ritorno.